# Шангін Іван Глібович
Іван Глібович Шангін (нар. 19 серпня 1955, Ужгород) — радянський футболіст, що грав на позиції захисника та півзахисника. Відомий за виступами за українські клуби «Говерла», «Металург» та СК «Луцьк». По завершенні ігрової кар'єри — український футбольний тренер.

## Клубна кар'єра
Іван Шангін народився в Ужгороді та почав займатись футболом у місцевій ДЮСШ з 11 років. Під час матчу на першість міста талановитого молодого футболіста помітив Юрій Войнов, який очолював на той час команду другої союзної ліги «Харчовик» із молдавського міста Бендери, та запросив Шангіна до своєї команди. У цій команді Іван Шангін виступав протягом 1974 року. Клуб з Бендер зайняв останнє місце у зональному турнірі другої ліги, а Іван Шангін призваний на військову службу. Службу в рядах Збройних сил футболіст проходив у СК «Луцьк», який на той час представляв команду майстрів Прикарпатського військового округу, а керував діями команди земляк Шангіна — ужгородець Ернест Кеслер. У цьому клубі у перший сезон Шангін разом із іншими футболістами став бронзовим призером української зони другої ліги, та виступав у перехідному турнірі за право виходу до першої ліги, який, втім, закінчився для луцьких армійців невдало. До кінця 1976 року Іван Шангін виступав за луцький клуб, а після завершення армійської служби повернувся до Ужгорода. Із початку сезону 1977 року виступав за місцеву команду «Говерла», а під час календарного матчу із ждановським «Новатором» талановитого футболіста помітив його земляк Йожеф Беца, який на той час працював старшим тренером запорізького «Металурга», і запросив до своєї команди. У цьому клубі Іван Шангін провів найкращі роки своєї футбольної кар'єри, був одним із лідерів на полі, та зіграв за запорізький клуб більше 200 матчів у першій лізі СРСР та Кубку СРСР. У Запоріжжі Шангін виступав до закінчення сезону 1982 року, та повернувся до Ужгорода, де ще один рік грав за місцевий клуб «Закарпаття». Численні травми змусили футболіста перервати футбольну кар'єру, і один рік Іван Шангін працював на Чопській митниці. За рік, у 1985 році, Іван Шангін повернувся на футбольне поле, але по закінченні сезону 1985 року вимушений був закінчити кар'єру гравця.

## Тренерська кар'єра
Після тривалої перерви по закінченні кар'єри гравця Іван Шангін розпочав тенерську кар'єру в 1993 році, очоливши команду з рідного міста «Закарпаття». У команді працював протягом одного сезону, але високих результатів команда не досягла, і тренер вимушений був подати у відставку. У сезоні 1994—1995 років нетривалий час змінював Леоніда Колтуна на посту головного тренера житомирського «Хіміка». У сезоні 1997—1998 року повернувся на посаду головного тренера ужгородського клубу, але у зв'язку з хронічною нестачею коштів у команді знову на нетривалий час. Після цього закінчив вищу школу тренерів у Києві, натепер працює заступником директора Ужгородської ДЮСШ № 1.